# Rezolucija Vijeća sigurnosti UN-a 740
Rezolucijom Vijeća sigurnosti UN-a 740, jednoglasno usvojenom 7. veljače 1992., nakon ponovnog potvrđivanja rezolucija 713 (1991.), 721 (1991.), 724 (1991.) i 727 (1992.) i razmatranja izvješća glavnog tajnika Boutrosa Boutrosa-Ghalija, Vijeće je odobrilo planove za mirovnu misiju (kasnije nazvanu UNPROFOR) u Hrvatskoj (gdje je u tijeku bio Domovinski rat), odnosno, kako je tada navedeno u rezoluciji, u Jugoslaviji.
Vijeće je izrazilo želju za raspoređivanjem snaga nakon što se ukloni "preostala prepreka" i pozvalo čelnike Srba u Hrvatskoj da prihvate mirovni plan Ujedinjenih naroda. Tadašnji hrvatski predsjednik Franjo Tuđman prihvatio je plan. Rezolucijom se također odobreno povećanje vojnog povjerenstva za vezu na ukupno 75 časnika, u odnosu na 50. 
U rezoluciji se dalje pozivaju sve strane da surađuju s Konferencijom o Jugoslaviji kako bi se postiglo rješenje pitanja u skladu s načelima Organizacije za europsku sigurnost i suradnju, te također sve države da nastave promatrati embargo na oružje u zemlji.

## Vanjske poveznice
| Wikizvor | Engleski Wikizvor ima izvorni tekst na temu: United Nations Security Council Resolution 740 |

- Text of the Resolution at undocs.org